# روبرت إس. ريتشاردسون
روبرت إس. ريتشاردسون (بالإنجليزية: Robert S. Richardson)‏ (22 أبريل 1902، كوكومو في الولايات المتحدة - 12 نوفمبر 1981)؛ عالم فلك وروائي أمريكي.